# Stadion Ljudski vrt
Stadion Ljudski vrt je stadion v Mariboru, ki ustreza vsem zahtevam Evropske nogometne zveze za igranje mednarodnih tekem. Na njem domuje NK Maribor. Stadion ima 11.671 pokritih sedežev ter je tretji največji stadion v Sloveniji.
Stadion je ime dobil po mariborskem javnem drevesnem parku (Volksgarten), ki je bil (skupaj s starim mestnim pokopališčem) umeščen na mestu sedanjega stadiona. Leta 1920 pa je bilo tam urejeno prvo nogometno igrišče, sedanji stadion pa je bil zgrajen leta 1962. Leta 1998 je bil razpisan javni arhitekturni natečaj za razširitev stadiona za skupaj približno 19.000 gledalcev. Projekt je izdelal biro OFIS arhitekti; prva faza je bila končana leta 2008.
Predvidena je tudi posodobitev stare tribune, ki pa je pod spomeniškim varstvom zato nastajajo zapleti med investitorjem, ki bi rad tribuno podrl in zgradil novo, in ZVKD, ki zahteva obnovo stare tribune. 
Stara tribuna (zahod) je bila v celoti prenovljena leta 2021, oktobra pa so preuredili tudi promenado ob mariborskem stadionu. Glavni namen posega je bila funkcionalna izboljšava stare tribune, uskladitev z zahtevami UEFA ter oblikovna povezava z ostalim delom stadiona v smiselno celoto. Spomeniško zaščitena streha z ločno konstrukcijo je ohranjena v originalni obliki. Zaradi upoštevanja zahtev, ki jih narekuje pravilnik UEFA - varnostni standardi in večje udobje gledalcev je na prenovljeni tribuni 800 sedežev manj kot pred prenovo, sedaj jih je skupno 3092, od tega 771 VIP-sedežev.
Stadion Ljudski vrt ima skupno 8 vhodov na 4 tribune.
Skupna ocenjena vrednost izgradnje osrednjega prireditvenega stadiona Ljudski vrt (I. in II. faza), katera je bila navedena v investicijskem programu za osrednji prireditveni stadion II. faza, dne 21.5.2008 bi naj znašala 20.401.407 €. Zadnja obnova stare tribune - zahod iz leta 2021, naj bi po neuradnih ocenah znašala približno 7 milijonov €. Skupna vrednost izgradnje oz. obnove stadiona Ljudski vrt po neuradni oceni znaša približno 27,5 milijonov €.

## Stadion Ljudski vrt - prizorišče evropskih tekem
Stadion Ljudski vrt je z domačim klubom NK Maribor 3 krat gostil tekme skupinskega dela UEFA Europa League med leti 2011 - 2014, leta 2014 se je NK Maribor prebil v izločilne boje in se v šestnajstini finala tega tekmovanja pomeril z nogometnim klubom Sevilla FC. Tekma je bila odigrana 20.2.2014 in se je končala z rezultatom NK Maribor 2:2 Sevilla FC.  
NK Maribor je kot najuspešnejši slovenski nogometni klub na stadionu Ljudski vrt kar 3 krat gostil tekme skupinskega dela UEFA Champions League v sezonah 1999/2000 (Skupina A: Lazio, Dinamo Kijev, Bayer Leverkusen, Maribor), 2014/2015 (Skupina G: Chelsea, Schalke, Sporting, Maribor) in 2017/2018 (Skupina E: Liverpool, Sevilla, Spartak, Maribor)  
V sezoni 2021/2022 je stadion Ljudski vrt prizorišče evropskih tekem nogometnega kluba Mura iz Murske Sobote, ki v skupinskem delu novega tekmovanja UEFA Europa Conference League tekmuje v skupini G: Rennes, Tottenham, Vitesse, Mura.

## Reprezentančne tekme
| Datum              | Tekmovanje                 | Nasprotnik           | Rezultat | Obiskovalci |
| ------------------ | -------------------------- | -------------------- | -------- | ----------- |
| 27. april 1994     | Prijateljska tekma         | Ciper                | 3-0      | 3.000       |
| 7. september 1994  | Kvalifikacije za Euro 1996 | Italija              | 1-1      | 6.000       |
| 16. november 1994  | Kvalifikacije za Euro 1996 | Litva                | 1-2      | 4.000       |
| 29. marec 1995     | Kvalifikacije za Euro 1996 | Estonija             | 3-0      | 3.000       |
| 14. november 1998  | Kvalifikacije za Euro 2000 | Latvija              | 1-0      | 4.000       |
| 9. november 1999   | Kvalifikacije za Euro 2000 | Grčija               | 0-3      | 3.000       |
| 20. avgust 2008    | Prijateljska tekma         | Hrvaška              | 2-3      | 11.100      |
| 10. september 2008 | Kvalifikacije za SP 2010   | Slovaška             | 2-1      | 10.000      |
| 11. november 2008  | Kvalifikacije za SP 2010   | Severna Irska        | 2-0      | 12,385      |
| 19. november 2008  | Prijateljska tekma         | Bosna in Hercegovina | 3-4      | 10.000      |
| 28. marec 2009     | Kvalifikacije za SP 2010   | Češka                | 0-0      | 12,376      |
| 12. avgust 2009    | Kvalifikacije za SP 2010   | San Marino           | 5-0      | 6.500       |
| 9. september 2009  | Kvalifikacije za SP 2010   | Poljska              | 3-0      | 12.000      |
| 18. november 2009  | Kvalifikacije za SP 2010   | Rusija               | 1-0      | 12.510      |
| 3. marec 2010      | Prijateljska tekma         | Katar                | 4-1      | 5.000       |
| 4. junij 2010      | Prijateljska tekma         | Nova Zelandija       | 3-1      | 10.965      |
| 3. september 2010  | Kvalifikacije za Euro 2012 | Severna Irska        | 0-1      | 12.400      |
| 11. oktober 2011   | Kvalifikacije za Euro 2012 | Srbija               | 1:0      | 11.000      |
| 12. oktober 2012   | Kvalifikacije za SP 2014   | Ciper                | 2-1      | 7.988       |
| 11. oktober 2013   | Kvalifikacije za SP 2014   | Norveška             | 3-0      | 10.890      |
| 9. oktober 2014    | Kvalifikacije za Euro 2016 | Švica                | 1:0      | 8.500       |
| 8. september 2015  | Kvalifikacije za Euro 2016 | Estonija             | 1:0      | 6.900       |
| 17. november 2015  | Kvalifikacije za Euro 2016 | Ukrajina             | 1:1      | 12.700      |
| 11. oktober 2021   | Kvalifikacije za SP 2022   | Rusija               | 1:2      | 6.524       |

## Evropsko prvenstvo do 21 let 2021 (Madžarska - Slovenija)
Stadion Ljudski vrt je bil izbran za prizorišče tekem evropskega prvenstva do 21 let, ki ga je organizirala UEFA med 24. marcem in 6. junijem 2021. V skupinskem delu tekmovanja so se v Ljudskem vrtu in na stadionu Z'dežele v Celju odvijale tekme reprezentanc iz skupine B v kateri so se pomerili: Španija, Italija, Češka in Slovenija.
Prva tekma v skupini B med Slovenijo in Španijo je bila odigrana v Ljudskem vrtu 24. marca 2021. Rezultat ob koncu tekme je bil Slovenija 0-3 Španija. Slovenska reprezentanca je v izjemno močni skupini osvojila 1 točko in se ni uvrstila v izločilne boje. Napredovanje iz skupine B si je zagotovila Španija, ki je skupinski del tekmovanja zaključila kot prvouvrščena z 7 točkami ter Italija kot druga, ki je zbrala skupaj 5 točk.
31. maja 2021 se je v Ljudskem vrtu odvil dvoboj četrtfinala tega prvenstva med Španijo in Hrvaško. V Ljudskem vrtu se je zbralo največje število gledalcev izmed vseh četrtfinalnih bojev, ki so se odvijali na drugih prizoriščih v Sloveniji in na Madžarskem. Na atraktivni tekmi si je Hrvaška v 4 minuti sodnikovega dodatka drugega polčasa zagotovila podaljške. Tekma se je zaključila z zmago Španije, ki je slavila z 2-1 po golu Puado-ja v 110 minuti srečanja.
Zadnja tekma, ki jo je Ljudski vrt gostil v tem prvenstvu je bil polfinalni obračun med Španijo in Portugalsko, odvil se je 3. junija 2021. Napredovanje v veliko finale si je zagotovila Portugalska, ki je Španijo premagala z rezultatom 1-0. Tekma je bila odločena v 80. minuti srečanja po avtogolu (Cuenca). Polfinalni obračun si je ogledalo nekaj čez 1900 navijačev, udeležba navijačev na tej tekmi je bila največja izmed tekem polfinala tega prvenstva.
Televizijski prenosi tekem so bili predvajani v kar 22 državah po Evropi ter na Kitajskem, Združenih državah, Indiji, na Japonskem, v Latinski Ameriki, državah bližnjega vzhoda ter v severni Afriki.